# Déficit democrático
El término déficit democrático es empleado de manera oficial por la Unión Europea y la Organización de las Naciones Unidas (ONU), para designar a las organizaciones que no desarrollan mecanismos democráticos. La dictadura y el totalitarismo son los extremos representativos del déficit democrático.
En los sistemas de democracia formal, en especial en las organizaciones internacionales, el déficit democrático puede deberse a la no elección por votación universal, libre, directa y secreta de los miembros de la Asamblea General de la organización o de su líder (presidente, secretario general, etc.), por los ciudadanos de los países democráticos. 
También se incluye en el déficit democrático el derecho de veto de un determinado país en contra del criterio de todos los demás, como sucede en el Consejo de Seguridad de Naciones Unidas.